# 44530 Horáková
44530 Horáková è un asteroide della fascia principale. Scoperto nel 1998, presenta un'orbita caratterizzata da un semiasse maggiore pari a 2,5801957 UA e da un'eccentricità di 0,2274729, inclinata di 11,67481° rispetto all'eclittica.